# René Lemoine
Pour les articles homonymes, voir Lemoine.
René Lemoine (Nancy, 29 décembre 1905 - Paris 5e, 19 décembre 1995) est un sportif et résistant français, Compagnon de la Libération. Champion et vice-champion olympique d'escrime en 1932 et 1936, il s'installe en Afrique où il travaille dans l'agriculture au moment du déclenchement de la Seconde Guerre mondiale. Décidant de se rallier à la France libre, il participe aux combats au Moyen-orient et en Afrique avant de participer à la libération de la France.

## Biographie

### Jeunesse
Fils d'un directeur général de Peugeot, René Lemoine naît le 29 décembre 1905 à Nancy en Meurthe-et-Moselle. Il fait des études de mathématiques supérieures puis de droit. Grand sportif, il fait partie de l'équipe de l'équipe de France d'escrime et participe aux jeux olympiques d'été de 1932 à Los Angeles. Sacré champion olympique en fleuret par équipe, il est également médaillée d'argent dans la même discipline aux jeux de 1936 à Berlin. En 1937, toujours au fleuret, il est médaillé de bronze en individuel aux championnats du monde à Paris. La même année, lors d'un voyage d'étude, il décide de s'établir en Afrique-Équatoriale française après s'être pris de passion pour l'Oubangui-Chari où il devient planteur de café et exportateur de produits coloniaux.

### Seconde Guerre mondiale
Le 2 septembre 1939, alors qu'il se trouve à Bangui pour affaires, il apprend le déclenchement de la Seconde Guerre mondiale et est mobilisé comme sergent-chef dans une unité de tirailleurs sénégalais. Après l'armistice du 22 juin 1940, il décide de poursuivre la lutte et œuvre activement pour que la colonie de l'Oubangui-Chari se range du côté du général de Gaulle. Traqué par le régime de Vichy, il est emprisonné et libéré le 29 août lors du ralliement du territoire à la France libre. Engagé dans les forces françaises libres, il est affecté au bataillon de marche no 2 (BM2) en novembre 1940 et y commande la section de mitrailleuses. Au sein de son unité, il prend part à la campagne de Syrie puis aux combats en Libye aux côtés de la 1re brigade française libre du général Kœnig. Du 27 mai au 10 juin 1942, il est engagé dans la bataille de Bir Hakeim.
De février à octobre 1943, il est à Madagascar où le BM2 est stationné. En mars 1944, après un passage par Bangui, René Lemoine et le bataillon se dirigent vers le Maroc et l'Algérie et débarquent en France au début de l'année 1945. À la fin du mois d'avril 1945, il participe à la réduction de la poche de Royan. Il termine la guerre avec le grade de capitaine.

### Après-guerre
De retour dans la vie civile, il décide de repartir en Oubangui-Chari et travaille dans l'import-export pour le domaine de l'agriculture. Parallèlement, il est représentant des Français de Centrafrique au conseil supérieur des français de l'étranger jusqu'en 1981.
René Lemoine meurt le 19 décembre 1995 à l'hôpital militaire du Val-de-Grâce à Paris. Son corps est incinéré.

## Décorations
|  |  |  |

| Officier de la Légion d'honneur | Officier de la Légion d'honneur | Compagnon de la Libération | Compagnon de la Libération | Croix de guerre 1939-1945 | Croix de guerre 1939-1945 |

## Hommages
- À Châlons-en-Champagne, une rue a été baptisée en son honneur[7].